# Blepharita leuconota
Blepharita leuconota là một loài bướm đêm trong họ Noctuidae.